# Mladen Bašić (dirigent)
Mladen Bašić (Zagreb, 1. kolovoza 1917. – Zagreb, 21. studenoga 2012.), hrvatski pijanist i dirigent.

## Životopis
Mladen Bašić je studirao klavir, dirigiranje i kompoziciju na Muzičkoj akademiji u Zagrebu. Umjetničku karijeru započeo je 1940. kao korepetitor, a od 1945. i kao dirigent Opere HNK u Zagrebu. U razdoblju od 1955. do 1958. u tom je našem najpoznatijem nacionalnom kazalištu obnašao i dužnost ravnatelja Opere. Godine 1959. bio je imenovan direktorom Opere Landestheater-a u Salzburgu, gdje je godinu dana kasnije bio angažiran i kao šef-dirigent orkestra Mozarteum. Od 1962. do 1972. bio je stalni gost-dirigent znamenitoga Gran Teatre del Liceu u Barceloni. U sezoni 1967. i 1968. djelovao je kao prvi dirigent Opere u Frankfurtu, od 1968. do 1970. bio je direktor Splitskog ljeta i Opere HNK u Splitu. Od 1970. do 1978. bio je stalni dirigent i šef programa Zagrebačke filharmonije, ali i bliski suradnik Lovre von Matačića. Od 1978. pa sve do 1990. bio je Generalni glazbeni direktor grada Mainza, obnašajući dužnosti direktora Opere i šefa-dirigenta Filharmonijskog orkestra.
Mladen Bašić je, kao operni i koncertni dirigent, gostovao u mnogim europskim glazbenim prijestolnicama. Znalački je iščitavao skladateljske partiture i pomno pripremao sve svoje izvedbe te su upravo zbog toga njegove interpretacije uvijek plijenile stilskom dotjeranošću i sadržajnošću. U Splitu je 1970. godine ravnao praizvedbom svečanoga scenskog prikazanja Marulova pisan Borisa Papandopula, a bio je osobito zaslužan i za brojne praizvedbe djela drugih hrvatskih skladatelja. Hrvatskoj koncertnoj i opernoj publici prvi je predstavio i djela mnogih suvremenih svjetskih skladatelja: opere Peter Grimes i Nasilje nad Lukrecijom Benjamina Brittena, Španjolski sat Mauricea Ravela, Život razvratnika Igora Stravinskog, operu Vjenčanje u samostanu i balet Romeo i Julija Sergeja Prokofjeva te balete La Tragédie de Salomé Florenta Schmitta i Čudesni mandarin Béle Bartóka.
Bio je suprug poznate hrvatske glazbene pedagoginje i pijanistice Elly Bašić. Posljednja dva desetljeća života proveo je na zagrebačkom Pantovčaku, uz drugu suprugu, balerinu i redateljicu Zlaticu Stepan Bašić, s kojom je bio nerazdvojan otkako su se 1949. u zagrebačkom HNK-u susreli na zajedničkoj produkciji baleta Romeo i Julija Sergeja Prokofjeva.

## Nagrade
- 1997. – nagrada Vladimir Nazor za životno djelo
- 1998. – nagrada Tito Strozzi za izvedbu opere Nasilje nad Lukrecijom Benjamina Brittena
- 2006. – nagrada Lovro pl. Matačić za životno djelo

## Vanjske poveznice
- MATICA / Vijenac: KARIJERA OSTVARENIH ŽELJA – razgovor s Višnjom Požgaj  Arhivirana inačica izvorne stranice od 7. lipnja 2007. (Wayback Machine)
- [neaktivna poveznica]
- Klasika.hr – Marija Baribieri: »Promicatelj hrvatske opere«  Arhivirana inačica izvorne stranice od 13. ožujka 2016. (Wayback Machine)
- VEČERNJI LIST – Branimir Pofuk: »Tihi odlazak velikog dirigenta«
- Zagrebačka filharmonija  Arhivirana inačica izvorne stranice od 7. listopada 2022. (Wayback Machine)
- Hrvatsko društvo glazbenih umjetnika
- Salzburger Landestheater (njem.)
- Salzburgwiki: Mozarteum Orchester (njem.)
- Oper Frankfurt (njem.)
- Philharmonisches Staatsorchester Mainz (njem.)